# Trimorphodon
Trimorphodon es un género de serpientes de la familia Colubridae y subfamilia Colubrinae. Agrupa a siete especies que se distribuyen por Estados Unidos, México, y América Central. 

## Especies
Se reconocen las siguientes 7 especies:
- Trimorphodon biscutatus (Duméril, Bibron & Duméril, 1854)
- Trimorphodon lambda Cope, 1886
- Trimorphodon lyrophanes (Cope, 1860)
- Trimorphodon paucimaculatus Taylor, 1938
- Trimorphodon quadruplex Smith, 1941
- Trimorphodon tau Cope, 1870
- Trimorphodon vilkinsonii Cope, 1886